# Pamela Mountbatten Hicks
Lady Pamela Carmen Louise Hicks (født Pamela Carmen Louise Mountbatten 19. april 1929 i Barcelona, Catalonien, Spanien) er en britisk aristokrat.

## I familie med kongehuset
Pamela Mountbatten Hicks er tipoldedatter af dronning Victoria af Storbritannien, og hun er kusine til prinsgemalen Prins Philip, hertug af Edinburgh.
I november 1947 var Pamela Mountbatten brudepige for prinsesse Elizabeth af Storbritannien (dronning fra 1952) ved dennes bryllup med Philip Mountbatten (Pamelas fætter).
I 1952–1954 var lady Pamela Mountbatten hofdame for den nuværende britiske dronning. Da kong Georg 6. af Storbritannien døde i 1952, var lady Pamela Mountbatten på rejse med prinsesse Elizabeth i Kenya. I 1953–1954 deltog hun i dronning Elizabeths rejse til Jamaica, Panama, Fiji, Tonga, New Zealand, Australien, Ceylon, Aden, Libyen, Malta og Gibraltar.
Den 13. januar 1960 giftede Pamela Mountbatten sig med David Nightingale Hicks (1929–1998). Hendes brudepiger var prinsesse Anne af Storbritannien, prinsesse Clarissa af Hessen (en datter af brudens kusine prinsesse Sophie af Grækenland og Danmark), Victoria Marten (brudens guddatter), Amanda Knatchbull og Joanna Edwina Doreen Knatchbull (to døtre af brudens storesøster).
Pamela Mountbatten Hicks har en (teoretisk) arveret til den britiske trone. I arvefølgen er hun placeret lige efter sin ældre søsters efterkommerne og lige før sine egne efterkommere.

## Forældre og søster
Pamela Mountbatten Hicks er det yngste barn af Louis Mountbatten, 1. jarl Mountbatten af Burma (1900–1979) og Edwina Ashley Mountbatten, grevinde Mountbatten af Burma (1901–1960). Pamela Mountbatten Hicks var lillesøster til Patricia Knatchbull, 2. grevinde Mountbatten af Burma (1924–2017).

## Slægten Mountbatten af Burma
Pamela Mountbatten Hicks tilhører Mountbatten af Burma-grenen af Huset Battenberg.
Hun er datter af krigshelten Louis Mountbatten, 1. jarl Mountbatten af Burma. Louis Mountbatten (1900–1979) var den sidste britiske vicekonge i Indien (februar–august 1947), og han var landets generalguvernør i august 1947–juni 1948.
Louis Mountbatten af Burma, hans ældste datters svigermor, én af hans børnebørn og en lokal dreng blev myrdede af det provisoriske IRA, da de var på fisketur ud for  Sligo på Irlands vestkyst den 27. august 1979. 
Louis Mountbatten af Burma var oldebarn af dronning Victoria af Storbritannien, og han var morbror til prinsgemalen Prins Philip, hertug af Edinburgh. Louis Mountbatten var kendt som mentor for tronfølgeren Charles, prins af Wales, der er prins Philips's ældste søn.

## Familie
Fra 1960 til 1998 var Pamela Mountbatten Hicks gift med David Nightingale Hicks (1929–1998). Parret fik tre børn:
- Edwina Hicks Brudenell (født 1961), guddatter til dronning Elizabeth 2. af Storbritannien, gift med skuespilleren Jeremy Brudenell (født 1960) i 1984–2004. Parret fik tre børn:
  - Maddison May Brudenell (født 1994),
  - Jordan Anne Brudenell (født  1995)
  - Rowan Michael David Brudenell (født  2001).
- Ashley Hicks (født 1963), gift med med den italiensk fødte Marina Allegra Federica Silvia Tondato (født 1960) i 1990–2009. Parret fik to døtre:
  - Angelica Hicks, født 1992 på St Mary's Hospital, Paddington, London
  - Ambrosia Hicks, født 1997 på St Mary's Hospital, Paddington, London
- India Hicks (født 1967),  lever sammen med David Flint Wood. Parret har fire børn:
  - Felix Austen Flint Wood (født 1997 i Miami, Florida)
  - Amory John Flint Wood (født 1999 i Miami, Florida)
  - Conrad Lorenzo Flint Wood ( født 2003 i Miami, Florida)
  - Domino Carmen Flint Wood ( født 2007 i Miami, Florida). Hun er guddatter til prinsesse af Danmark og titulær græsk kronprinsesse Marie-Chantal af Grækenland.

## Titler
- 19. april 1929 – 27. august 1946: Miss (frøken) Pamela Mountbatten
- 27. august 1946 – 21. juni 1948: Den ærede Pamela Mountbatten
- 21. juni 1948 – 13. januar 1960: Lady Pamela Mountbatten
- 13. januar 1960 – nu: Lady Pamela Hicks